# Affoh Atcha-Dédji
 (février 2025).
Si vous disposez d'ouvrages ou d'articles de référence ou si vous connaissez des sites web de qualité traitant du thème abordé ici, merci de compléter l'article en donnant les références utiles à sa vérifiabilité et en les liant à la section « Notes et références ».
 (décembre 2019).
Affoh Atcha-Dédji, né le 31 décembre 1959 à Kri-Kri au Togo, est un homme politique togolais, vice-président du parti UNIR chargé de la Région centrale et ancien Ministre des Transports Routiers, Aériens et Ferroviaires.  Il est depuis 23 aout 2019, gouverneur de la Région des Savanes.

## Biographie
Après l’obtention de son baccalauréat G2 en 1981 au lycée technique d'Adidogomé, Affoh Atcha-Dedji entre à l’École supérieure de technologies et de gestion de l'Université du Bénin (actuelle Université de Lomé), où il obtient une maîtrise en gestion en 1985.
Il poursuit alors ses études en Science de Gestion d’Entreprise (SGE) à l’Université de Poitiers en France dont il sort, une année plus tard, avec un Diplôme d’Étude Approfondie (DEA) en SGE.
Rentré dans son pays natal, au début des années 1990, il est durant plus de deux ans, enseignant dans les universités publiques et privées du Togo.
Il est admis en 1992 au concours d’entrée à l’Institut national de télécommunications dont il ressort en 1994 avec un diplôme d'Ingénieur en télécommunication.
Revenu au Togo, il entre en septembre 1994 à l’Office des Postes et Télécommunications du Togo (OPTT) qui deviendra plus tard Togo Télécom. En 1996, il est promu au poste de Chef de service recouvrement, poste qu’il occupe jusqu’en octobre 1998, date de sa mutation à Togo Cellulaire. Dans cette nouvelle société de téléphonie mobile, il occupe le poste de Directeur administratif et financier entre 1999-2002, puis celui de Directeur commercial de 2002 à 2004. En 2004, il reprend son ancien poste de Directeur administratif et financier, avant d’être nommé quatre ans plus tard, Directeur général de Togo Cellulaire.
À la suite de la volonté des plus hautes autorités du Togo, de fusionner les sociétés Togo télécom et Togocelllulaire pour donner naissance à la Société Holding togolaise des communications électroniques (TogoCom), Affoh-Atcha Dedji est nommé Directeur général en janvier 2018 avec pour mission de procéder à la transformation du secteur des télécoms et Internet au Togo et de répondre à la demande grandissante en termes d’accessibilité aux services de qualité à des coûts abordables.
Le 25 novembre 2019, à la suite de la privatisation du groupe TogoCom par les plus hautes autorités du Togo, il cède sa place au Malgache, Paulin Alazard.
Le 12 décembre de la même année, il entre au gouvernement en tant que Ministre de l'Enseignement primaire et secondaire. Il occupe ensuite,du 1er octobre 2020 au 20 aout 2024, le poste de Ministre des Transports routier, ferroviaire et aérien.